# Hôtel d'Aligre
Hôtel d'Aligre je dům, který se nachází v Paříži. Je také známý pod jménem Hôtel de Beauharnais.
Stojí na č. 15 rue de l'Université a č. 17-19 rue de Verneuil v 7. obvodu. Byl postaven po roce 1681. Několikrát změnil majitele až jej koupil Claude de Beauharnais a kompletně přebudoval jeho interiér.
Budova byla dne 26. listopadu 1996 prohlášena za historickou památku (Monument historique). La Revue des Deux Mondes zde sídlila v letech 1883 až 1988.